# Academia de Ciencias y Artes de Kosovo

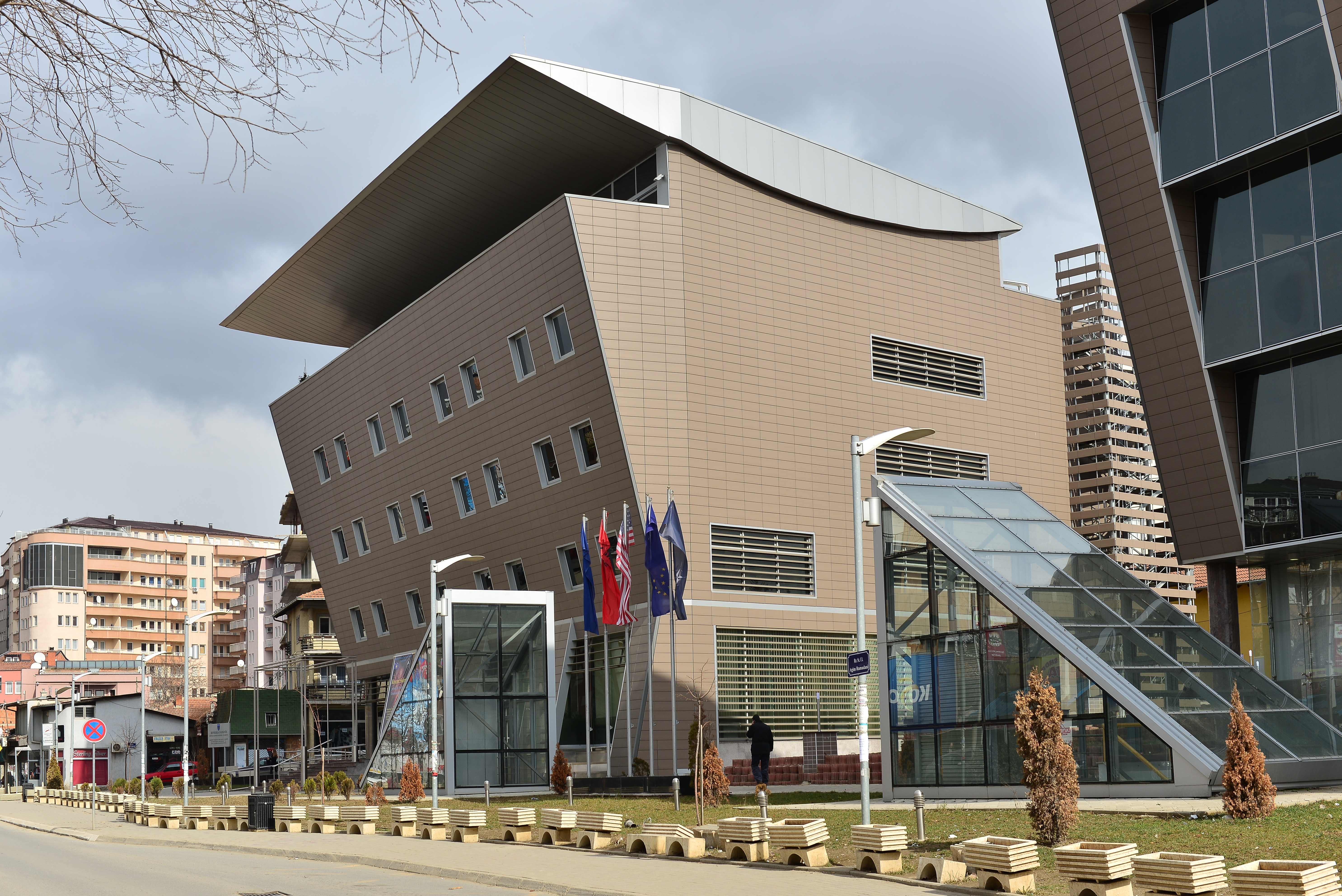
Academia de Ciencias y Artes de Kosovo en Pristina

La Academia de Ciencias y Artes de Kosovo (Ashak), creada el 20 de diciembre de 1975 en Pristina con la Ley especial de la Asamblea de Kosovo.
La Academia de Ciencias y Artes de Kosovo (Akademia e Shkencave dhe e Arteve e Kosovës en albanés) es la más alta institución de la Ciencia y el Arte en Kosovo, establecido por la Asamblea de Kosovo. El interés nacional y público de la Academia se expresa en el ejercicio de su actividad en el campo de la ciencia y el arte, que incluye el cultivo, la promoción y el desarrollo del pensamiento científico y la creatividad artística. La Sede de la Academia está en Pristina.

La Academia se compone de tres órganos principales: la Asamblea, la Presidencia y el Presidente. La Asamblea de la Academia está compuesta por todos los miembros permanentes y de tiempo parcial. El cargo más elevado de la Academia es el de Presidente de la Academia. Los miembros de la asamblea son: los miembros de la Academia permanentes, los de tiempo parcial y los miembros extranjeros. Los académicos es decir, los científicos académicos que llevan el título, son miembros permanentes.

## Secciones
La Academia tiene cuatro secciones:
- Sección de Lingüística y Literatura (Gjuhësisë dhe të Letërsisë)
- Sección de Ciencias Sociales (Shkencave Shoqërore)
- Sección de Ciencias Naturales (Shkencave të Natyrës)
- Sección de Bellas Artes. (Arteve)

Secciones encabezada por los secretarios de las divisiones. También existen el departamento de la Biblioteca del Ashak y el departamento de Administración. 

## La actual presidencia
- Presidente: Académico Rexhep Ismajli
- Vicepresidente: Académico Besim Bokshi
- Secretario General: Académico Hivzi Islami
- Secretario de la Sección de Lingüística y Literatura: Académico Eqrem Basha
- Secretario de la Sección de Ciencias Sociales: Académico Ekrem Murtezai
- Secretario de la Sección de Ciencias Naturales: Académico Muharrem Berisha
- Secretario de la Sección de Artes: Académico Rauf Dhomi
- Secretario de la Academia: Zija Bylykbashi

## Miembros regulares de la Academia
- Idriz Ajeti (escritor)
- Ali Aliu (escritor, ensayista, crítico literario y traductor)
- Eqrem Basha (escritor y traductor)
- Muharrem Berisha (matemático)
- Besim Bokshi (lingüista)
- Nexhat Daci (químico)
- Rauf Dhomi (compositor)
- Minir Dushi (ingeniero y escritor)

- Rexhep Ferri (pintor y escritor)
- Enver Gjerqeku (poeta y escritor)
- Hivzi Islami (demógrafo)
- Rexhep Ismajli (escritor, lingüista y albanista)
- Feriz Krasniqi (biólogo)

- Mark Krasniqi (geógrafo, etnógrafo y periodista)

- Ekrem Myrtezai (filósofo)
- Ali Podrimja (poeta y crítico)
- Rexhep Qosja (escritor, lingüista y albanista)
- Jashar Rexhepagiq (escritor y pedagogo)
- Esat Stavileci (escritor, jurista)

Han sido miembros regulares:
- Sabri Hamiti (poeta, escritor, crítico)
- Engjëll Berisha
- Tahir Emra
- Mehmet Kraja (escritor, lingüista, albanista)
- Pajazit Nushi (psicólogo, filósofo y sociólogo)
- Latif Susuri

## Miembros corresponsales
- Engjëll Berisha
- Tahir Emra
- Sabri Hamiti
- Mehmet Kraja
- Pajazit Nushi
- Latif Susuri

Han sido miembros corresponsales:
- Isa Mustafa (economista)
- Fejzullah Krasniqi
- Jusuf Krasniqi

## Miembros externos
- Ed-hem Çamo
- Tomë Berisha
- Neil S. Cherniack
- Shaban Demiraj (lingüista y albanista)
- Robert Elsie (escritor, traductor y albanista)
- Wilfried Fiedler
- Víctor Friedman
- Gjelosh Gjokaj
- Kristian Gyt
- Eric P. Hamp
- Ismail Kadare (escritor, Premio Príncipe de Asturias de las Letras)
- Dušan Kanazir
- Muhamedin Kullashi
- Noel Malcolm (escritor, historiador, políglota y periodista)
- Joseph Milie-Emili
- Leonard Newmark
- Michel Roux
- Aleksandar Stipçeviç
- Gunnar Svane

## Miembros de honor
- Gjergj Fishta (escritor)
- Ferid Murad (médico, premio Nobel de Medicina)
- Gonxhe Bojaxhiu
- Ferid Murad (médico, premio Nobel de Medicina)
- Josip Broz Tito

## In Memoriam
- Ibrahim Rugova (escritor y político)
- Ramiz Abdyli (historiador)
- Eshref Ademaj
- Fehmi Agani (filósofo, sociólogo, político y periodista)
- Mihajlo Apostolski
- Agim Çavdarbasha
- Tish Daija (músico)
- Agnja Desnickaja
- Vuk Filipović
- Ali Hadri (historiador)
- Hajredin Hoxha
- Osman Imami
- Ibrahim Kodra (pintor)
- Esad Mekuli (poeta)
- Janez Milçinski
- Muslim Mulliqi (pintor)
- Grga Novak
- Anton Pashku (escritor)
- Kolë Popa
- Syrja Popovci
- Dervish Rozhaja
- Pavle Savić
- Vladeta Vuković
- Çesk Zadeja (músico)
- Gazmend Zajmi

## Presidentes hasta la fecha
- Esad Mekuli - (20.12.1975 – 29.01.1979)
- Idriz Ajeti - (29.01.1979 – 11.05.1982) – (25.05.1995 – 09.07.1996) – (09.07.1996 – 08.11.1999)
- Dervish Rozhaja - (11.05.1982 – 10.05.1984)
- Syrja Pupovci - (11.05.1984 – 09.05.1986)
- Musa Haxhiu - (24.05.1990 – 04.06.1992)
- Mark Krasniqi - (04.06.1992 – 27.06.1993)
- Gazmend Zajmi -(27.06.1993 – 30.06.1994) – (30.06.1994 – 25.05.1995)
- Nexhat Daci (08.11.1999 – 30.11.2002)
- Rexhep Ismajli (2003 - actualidad)